# Велідарівка
Веліда́рівка — село в Україні, у Єланецькій селищній громаді Вознесенського району Миколаївської області. Населення становить 390 осіб. Орган місцевого самоврядування — Єланецька селищна рада.

## Історія
Станом на 1886 рік у селі, центрі Велідарівської волості Єлизаветградського повіту Херсонської губернії, мешкало 195 осіб, налічувалось 39 дворових господарств. За версту існувала римо-католицька церква. За 12 верст — протестантський молитовний будинок.

## Населення

### Мова
Розподіл населення за рідною мовою за даними :
| Мова       | Кількість | Відсоток |
| ---------- | --------- | -------- |
| українська | 371       | 95.13%   |
| російська  | 19        | 4.87%    |
| Усього     | 390       | 100%     |